# Žiga Turk
Žiga Turk, slovenski informatik, politik in kolumnist, * 4. februar 1962, Ljubljana.

## Življenjepis
Izvoljen je v trajni naziv rednega profesorja za gradbeno informatiko in dokumentacijo, trenutno zaposlen na Katedri za gradbeno informatiko (KGI) na Fakulteti za gradbeništvo in geodezijo v Ljubljani (UL FGG); od 1. oktobra 2013 je namestnik predstojnika Inštituta za konstrukcije, potresno inženirstvo in računalništvo (IKPIR).
Je kolumnist na portalu Siol.net, prav tako piše lasten blog. Je eden izmed prvih slovenskih tviterašev, vse od leta 2007. Objavlja na profilu v slovenščini in angleščini. 
Leta 2021 je prejel nagrado bodeča neža zaradi svoje izjave o posilstvih, ki jih je primerjal s športnimi prekrški, vendar meni, da ni bil pravilno razumljen in da je nečastna nagrada nepravična.

### Politika
Med 6. marcem 2007 in 21. novembrom 2008 je bil v 1. vladi Janeza Janše minister brez resorja, pristojen za usklajevanje in spremljanje izvajanja strategije razvoja Slovenije ter gospodarskih in socialnih reform. Opravljal je tudi funkcijo generalnega sekretarja Skupine za razmislek o prihodnosti EU. 
Bil je eden od t. i. "resetatorjev" (med njimi Janez Šušteršič), ki so ob koncu Pahorjeve vlade zahtevali "resetiranje" Slovenije, ki so jo grabili hudi krizni krči in neuspešna politika. Kljub temu, da je Virant ustanovil Državljansko listo, v katero so se nekateri resetatorji včlanili, je sam ostal član SDS. Na državnozborskih volitvah leta 2011 je tako kandidiral na listi Slovenske demokratske stranke. Med letom 2011 in 2013 je deloval kot minister za znanost, izobraževanje, kulturo in šport, saj je bil ravno v njegovem mandatu zaradi varčevalnih ukrepov k ministrstvu dodan resor kulture.

#### Evropske volitve 2019
Marca 2019 je stranka Nova Slovenija - krščanski demokrati sporočila, da bo Žiga Turk eden od njihovih kandidatov za evropskega poslanca. Kandidiral je z zadnjega, 8. mesta pri stranki NSi, pri čemer je iz članstva SDS izstopil le dan pred evropskimi volitvami, na katerih ni bil izvoljen.